# Silene williamsii
Silene williamsii là loài thực vật có hoa thuộc họ Cẩm chướng. Loài này được Britton miêu tả khoa học đầu tiên năm 1901.